# Lou Ferrigno
Lou Ferrigno   (Brooklyn, 9 de novembre de 1951) és un actor estatunidenc, entrenador de fitness, consultor de fitness i culturista professional jubilat.
Com a culturista, Ferrigno va guanyar un títol "IFBB Mr. America" i dos títols consecutius "IFBB Mr. Universe", i va aparèixer al documental de culturisme Pumping Iron. Com a actor, és més conegut pel seu paper principal a la sèrie de televisió CBS The Incredible Hulk (1978) i representant vocalment el paper en posteriors encarnacions animades i generades per ordinador. També ha aparegut en aventures fantàstiques produïdes a Europa com Sinbad of the Seven Seas i Hercules, i com ell mateix a la comèdia The King of Queens i a la comèdia del 2009 I Love You, Man.

## Biografia
A causa de les infeccions a l'oïda que va patir poc després de néixer, Ferrigno va perdre entre el 75 i el 80% de la seva audició i utilitzava audiòfons des dels cinc anys. Ferrigno diu que la seva pèrdua auditiva va ajudar a donar forma a la seva sensació de determinació en la seva joventut i va dir: "Crec que si no em costés sentir no seria allà on sóc. Aviat, de jove, era difícil, però No em fa vergonya parlar-ne perquè moltes persones tenen idees errònies sobre la pèrdua auditiva, com qui té pèrdua auditiva i com és com no sentir, així que en parlo. Crec que la meva pèrdua auditiva va ajudar a crear una determinació dins meu. ser tot el que puc ser i em va donar una certa força del personatge. Cada vegada que faig una pel·lícula o un programa de televisió, els faig conscients de la meva pèrdua auditiva al principi i això ens facilita molt més comunicar-se i acabar la feina."
Ferrigno es va casar amb Susan Groff el 1978, divorciant-se un any després. El 3 de maig de 1980 es va casar amb la psicoterapeuta Carla Green, que aleshores també va començar a exercir la seva responsable; després es va convertir en entrenador personal. Tenen tres fills, Shanna, nascut el 1981; Louis, Jr., nascut el 1984; i Brent, nascuda el 1990. Shanna té un paper recurrent com a infermera Janice a Days of Our Lives, i va aparèixer a la sèrie NBC Windfall, així com a la pel·lícula televisiva Inside, i el 2005 va aparèixer a la E! sèrie de televisió en realitat, Filthy Rich: Cattle Drive. Louis, Jr. va ser un linebacker per a l'equip de futbol de la Universitat del Sud de Califòrnia, troians. Actualment exerceix un paper recurrent a la sèrie de televisió S.W.A.T., emetent a CBS.
Lou ha presentat una demanda contra el seu germà, Andy Ferrigno, en dues ocasions per l'ús del nom de Ferrigno en empreses de negocis.